# Port Erin
Port Erin (Manx: Purt Çhiarn) är en tätort på den södra delen av Isle of Man, 19 km väster om huvudstaden Douglas.
Orten växte fram som en populär bad- och turistort under andra delen av 1800-talet, i viktoriansk tid. Orten har en befolkning på ungefär 3 500 personer.